# Блоне (Люблінське воєводство)
Блоне (пол. Błonie) — село в Польщі, у гміні Янів Підляський Більського повіту Люблінського воєводства. Населення — 158 осіб (2011).

## Історія
За даними етнографічної експедиції 1869—1870 років під керівництвом Павла Чубинського, у селі переважно проживали греко-католики, які розмовляли українською мовою.
За німецьким переписом 1940 року, у селі проживало 362 поляки.
У 1975—1998 роках село належало до Білопідляського воєводства.

## Демографія
Демографічна структура станом на 31 березня 2011 року:
|          | Загалом | Допрацездатний вік | Працездатний вік | Постпрацездатний вік |
| -------- | ------- | ------------------ | ---------------- | -------------------- |
| Чоловіки | 89      | 17                 | 50               | 22                   |
| Жінки    | 69      | 11                 | 32               | 26                   |
| Разом    | 158     | 28                 | 82               | 48                   |